# 1999 AO10
1999 AO10 – planetoida bliska Ziemi należąca do grupy Atena.
Planetoida okrąża Słońce w ciągu 318 dni, półoś orbity wynosi 0,9121 au, a jej ekscentryczność wynosi 0,1109.
Planetoida jest potencjalnym celem załogowej misji NASA około roku 2025 z udziałem dwóch statków kosmicznych Orion. Misja załogowa została poprzedzona bezzałogową sondą OSIRIS-REx.